# プレーケストーレン

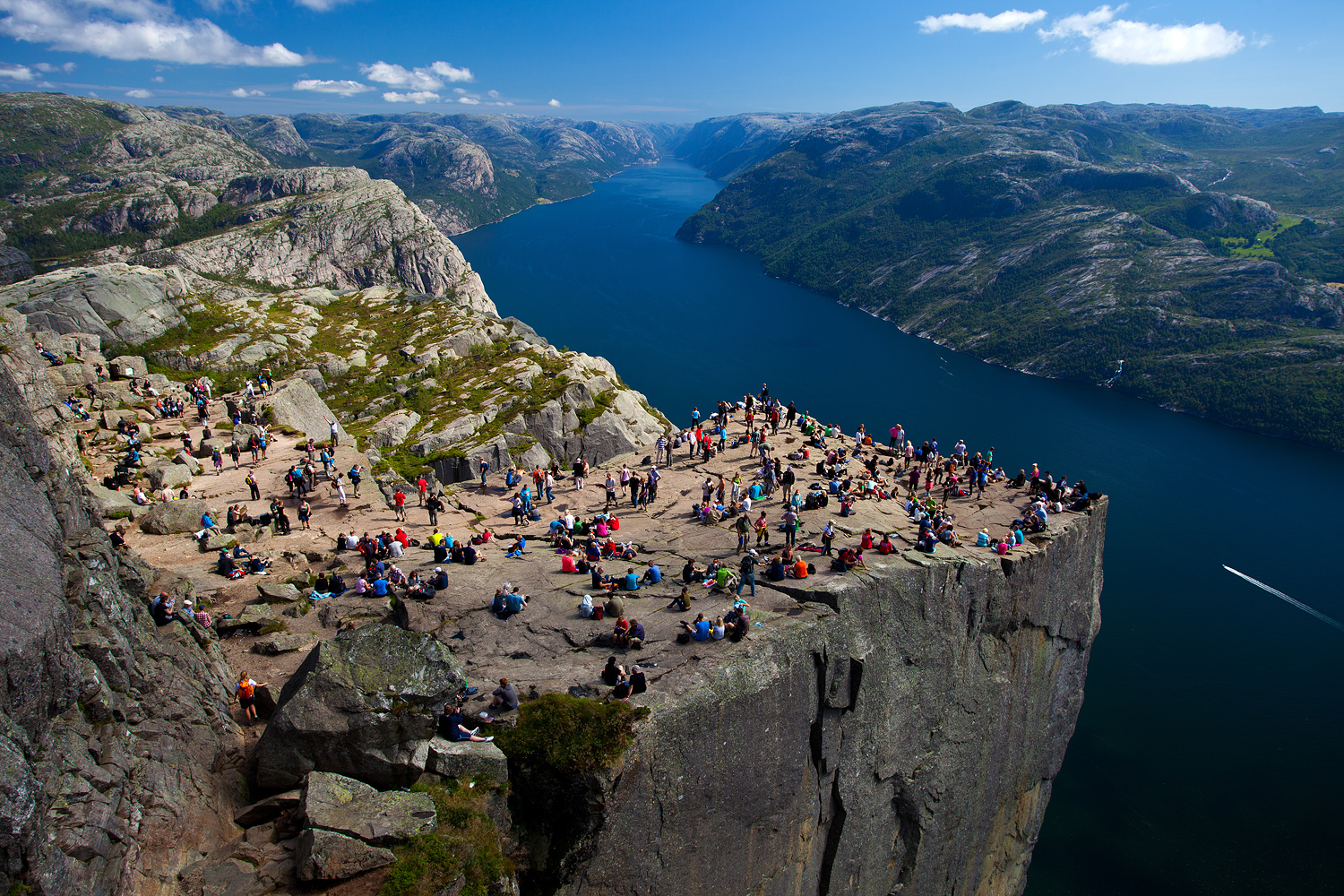
プレーケストーレン

プレーケストーレン（ノルウェー語: Preikestolen）は、ノルウェーにあるフィヨルド、リーセフィヨルドの崖の一つであり、主な観光地である。水面からの高さは垂直で600mになる一枚岩であり、崖の頂上はおよそ25m四方の正方形になっており、「演説台」を意味する名前の「Preikestolen」はこの形状から来ている。

## 概要
ノルウェー西海岸のスタヴァンゲルから観光客が訪れるリーセフィヨルドの観光スポットの中でもシェラーグと並ぶ人気のある場所の一つであり、絶壁の崖の上は平らだが防護柵もなく、スリルを味わうことが出来る。しかし冬の期間は雪が降って地面が凍り、滑りやすいためトレッキングは禁止されている。最も観光に適したシーズンは4月から10月ごろとされる。
映画「ミッション:インポッシブル」の撮影が行われたことなどから知名度が高まり、2020年代においては年間約30万人が訪れる。

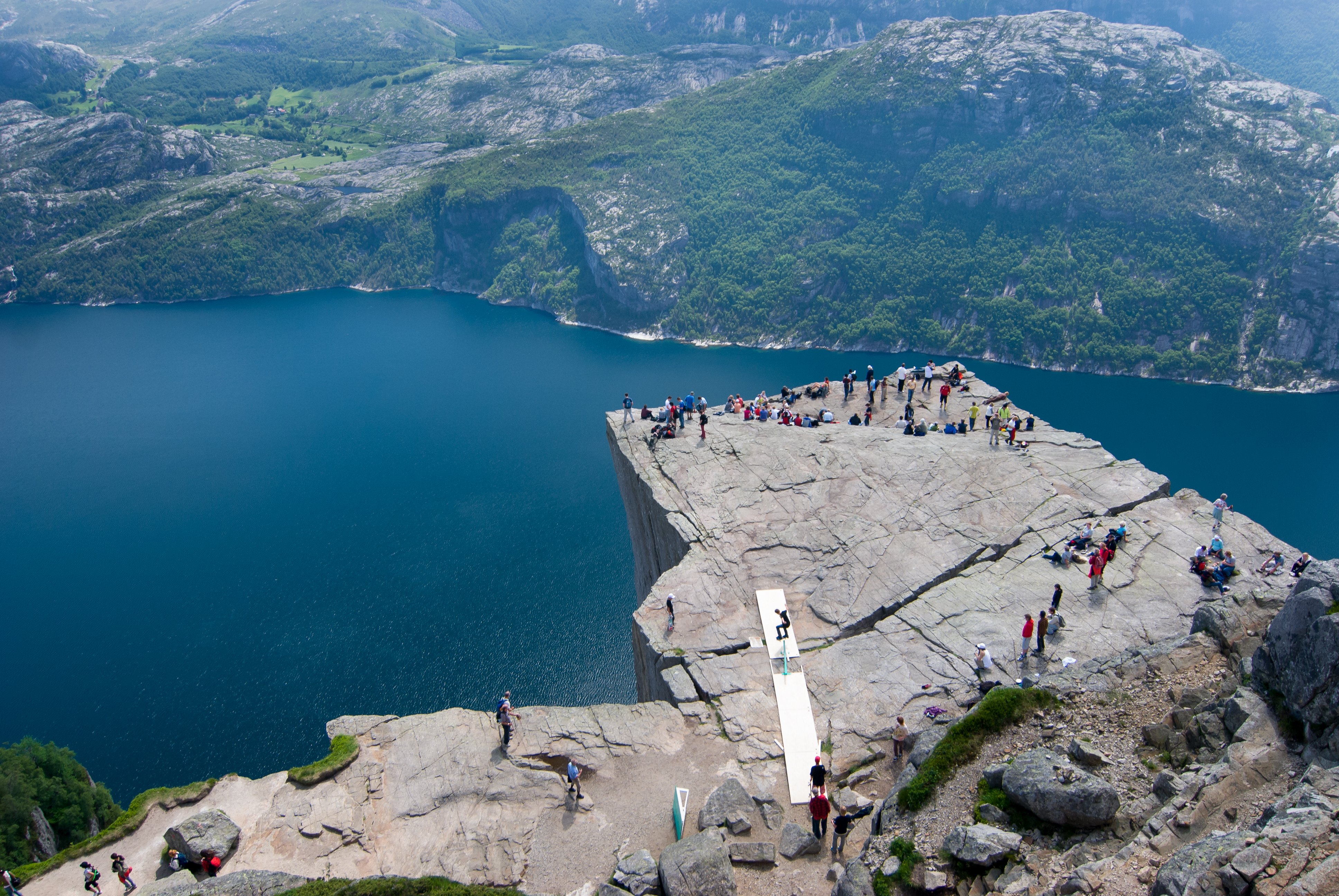
大きなヒビが入っている
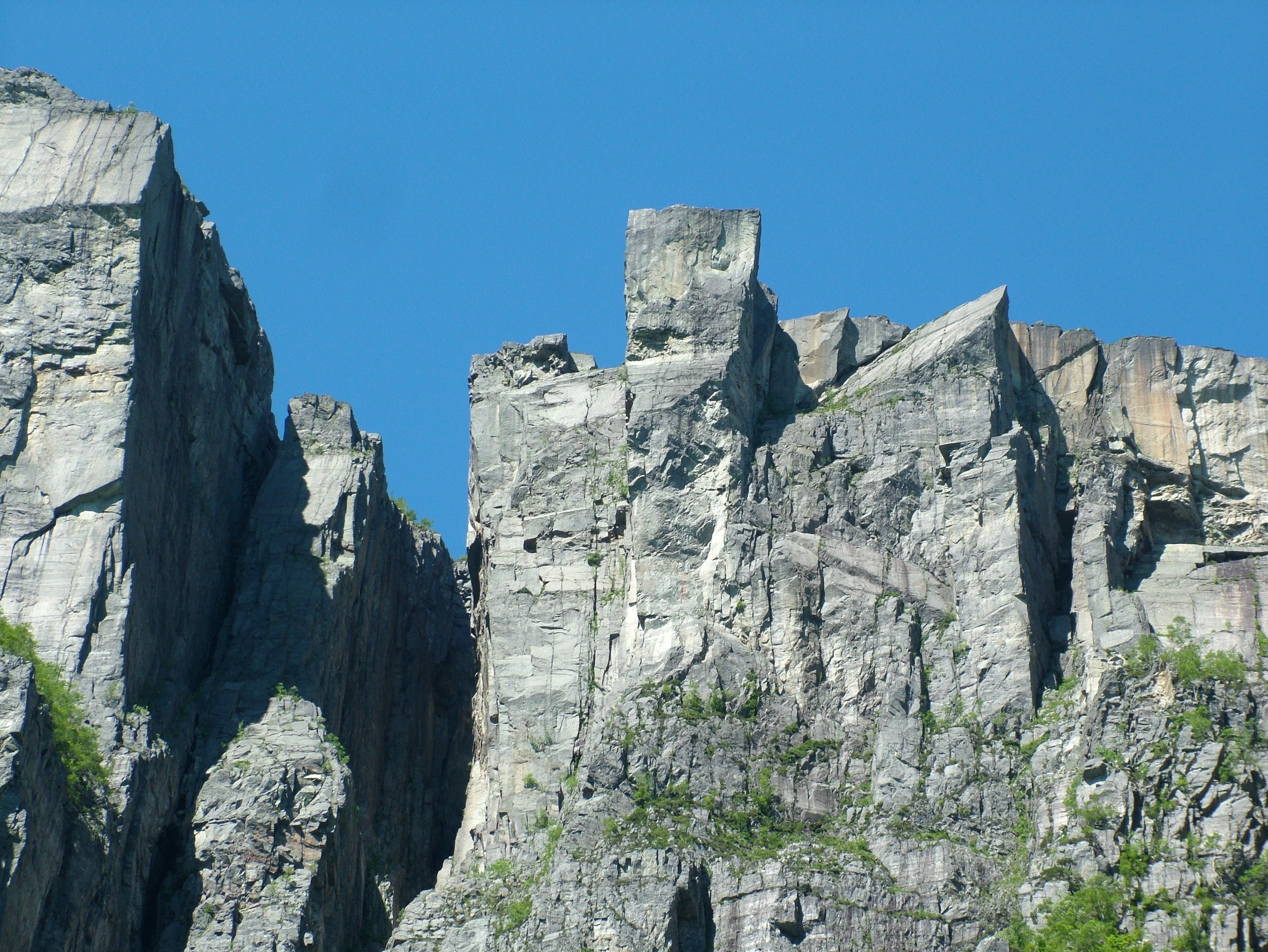
下から見上げる
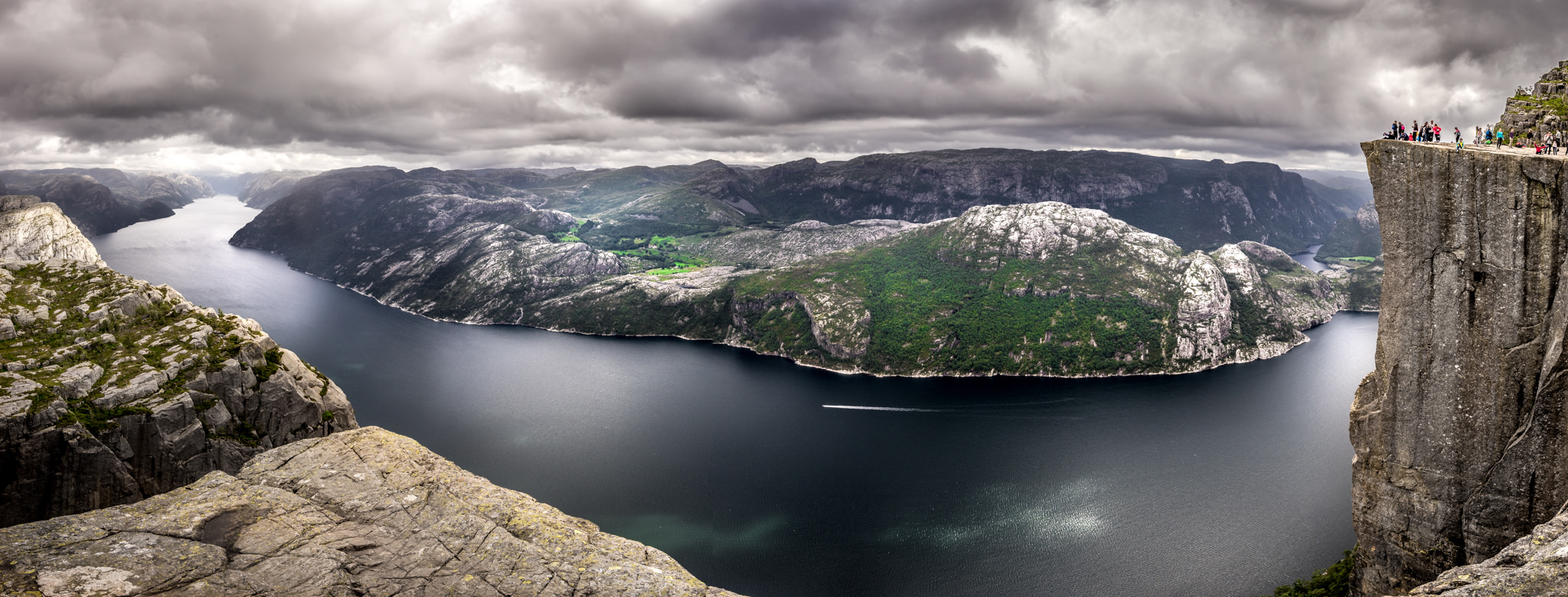
右端にレーケストーレン
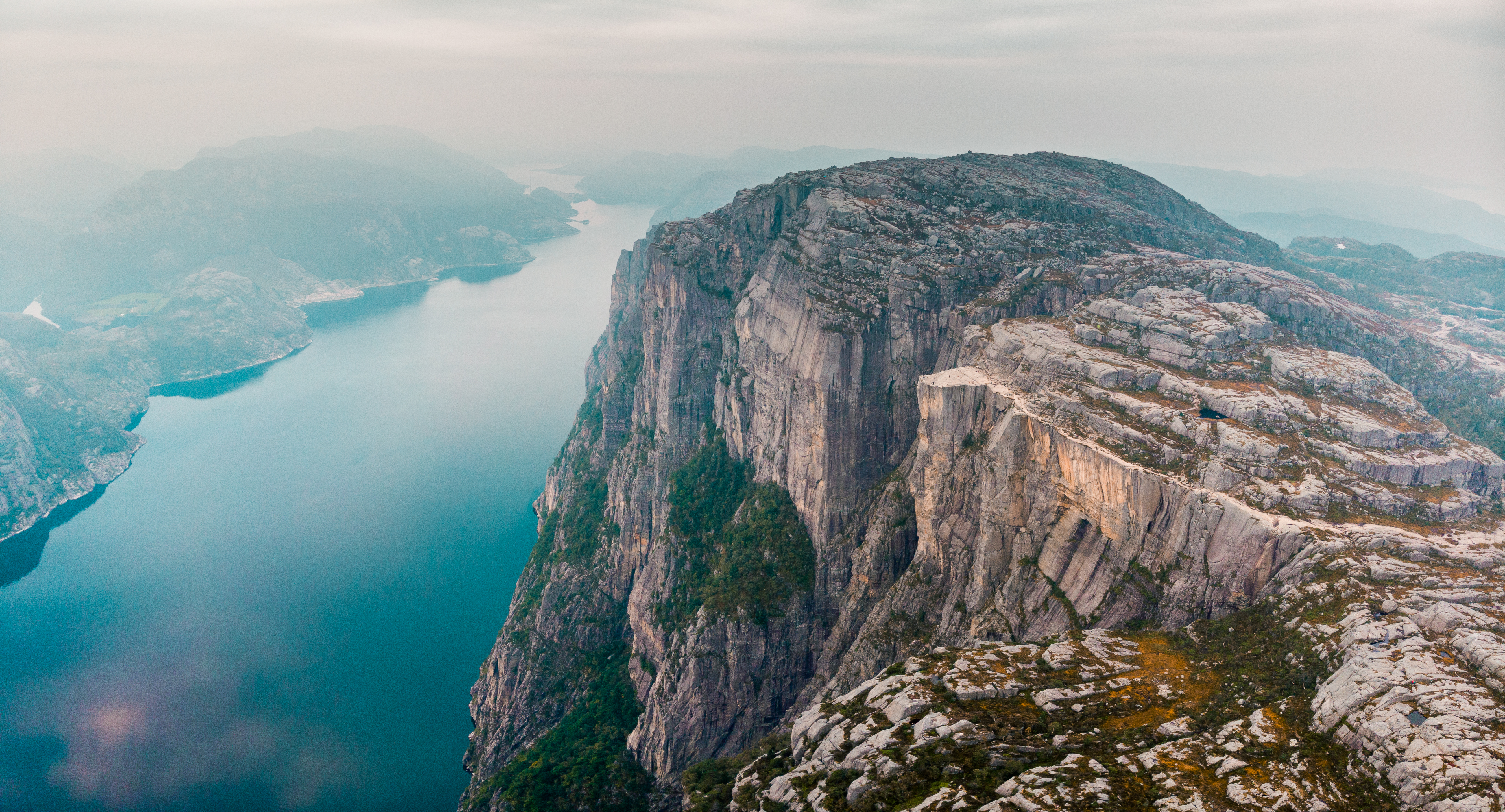
周辺環境 中央右にプレーケストーレン